# Bernardo González Miñano
Bernardo González Miñano (Jumella, Regió de Múrcia, 7 de setembre de 1969 - 6 d'octubre de 2000) va ser un ciclista espanyol que fou professional entre 1991 i 1994. Va combinar la carretera amb el ciclisme en pista. Va participar en els Jocs olímpics de 1988 i als de 1996.
Va morir en un accident de trànsit. En un honor seu, el velodrom de la seva ciutat natal porta el seu nom.

## Palmarès en ruta
- 1990
  - 1r a la Clàssica d'Almeria
  - 1r a la Volta a la Comunitat de Madrid
  - 1r a la Volta a Cartagena

### Resultats a la Volta a Espanya
- 1992. 95è de la classificació general

## Palmarès en pista
- 1986
  - 3r al Campionat del món júnior en Quilòmetre Contrarellotge
- 1987
  -  Campió d'Espanya de Quilòmetre contrarellotge
  - 3r al Campionat del món júnior en Quilòmetre Contrarellotge
- 1990
  -  Campió d'Espanya de Persecució

### Resultats a laCopa del Món en pista
- 1996
  - 1r a Cali, en Persecució per equips